# Johann M. Zacher
Johann Michael (Viena (Àustria), 6 d'agost, 1651 -Idem. 30 de setembre, 1712), fou un mestre de capella, compositor.
Va ser mestre de capella de la Catedral de Sant Esteve de Viena des de 1679 i mestre de capella d'Elionor del Palatinat-Neuburg, emperadriu vídua a la mort de Leopold I, emperador del Sacre Germànic el 1705.

## Treballs (selecció)
- Die Heldenmüthige Judith in einem teutschen Oratorio (1704)[2]
- Vespers in Vienna, sota la direcció de Pierre Cao.[3]